# Коктобинський сільський округ (Жанакорганський район)
Коктоби́нський сільський округ (каз. Көктөбе ауылдық округі, рос. Коктобинский сельский округ) — адміністративна одиниця у складі Жанакорганського району Кизилординської області Казахстану. Адміністративний центр та єдиний населений пункт — село Коктобе.
Населення — 503 особи (2021; 586 у 2009, 529 у 1999, 603 у 1989).
Станом на 1989 рік існувала Бірлестіцька сільська рада (село Бірлестік).